# Разумный замысел
Разумный замысел (англ. intelligent design, ID) — псевдонаучная концепция, одна из разновидностей креационизма, в рамках которой утверждается, что живые организмы были созданы неким «разумным творцом» в их нынешней (или близкой к нынешней) форме. В поддержку этого утверждения сторонниками «разумного замысла» приводится ряд наукообразных аргументов, самыми заметными из которых являются «неупрощаемая сложность» и «определённая сложность» (или «специфическая сложность»).
Концепция «разумного замысла» не имеет эмпирических обоснований и не предлагает проверяемых или обоснованных гипотез, и поэтому научным сообществом признается псевдонаучной.

## Основные положения

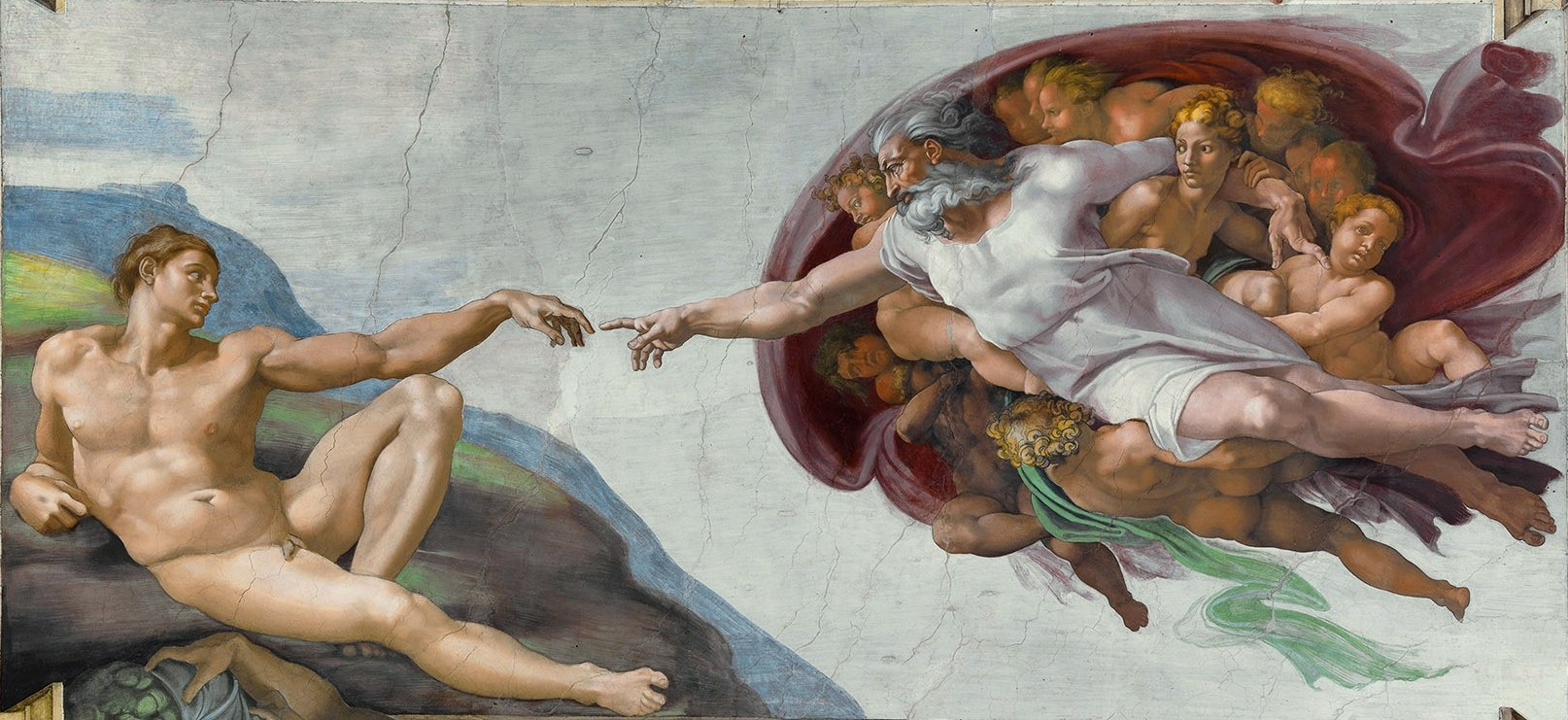
Discovery Institute использовал баннеры на основе «Сотворения Адама». Позже они были заменены на менее религиозные изображения

Ведущие представители движения Разумного замысла, работающие в некоммерческой общественной организации «Discovery Institute», рассматривают его как научную теорию, согласно которой определённые признаки Вселенной и жизни лучше всего объяснимы разумной первопричиной и не могли возникнуть вследствие естественных процессов без сознательного управления. Они считают, что с помощью критериев сложности можно доказать обязательность предшествующего разумного воздействия, как это делается с предметами, созданными человеком для какой-то цели.

### Неупрощаемая сложность
Термин «неупрощаемая сложность» (англ. Irreducible complexity) ввёл биохимик Майкл Бихи (англ. Michael J. Behe) в книге «Darwin’s Black Box» (1996), хотя само явление было описано уже в 1993 году во втором издании его книги «Of Pandas and People». Бихи определяет «неупрощаемую сложность» как

Единая система, составленная из нескольких хорошо подходящих друг к другу частей так, что это способствует выполнению основной функции системы. Причём удаление одной из частей заставляет систему прекратить функционирование
Оригинальный текст (англ.)single system which is composed of several interacting parts that contribute to the basic function, and where the removal of any one of the parts causes the system to effectively cease functioning

Для иллюстрирования своей концепции Бихи использует мышеловку. Мышеловка состоит из нескольких частей. Удаление любой из них приведёт к нефункциональности мышеловки. Сторонники концепции разумного замысла утверждают, что естественный отбор не мог создать неупрощаемо-сложные системы, поскольку они функционируют только при наличии всех составных частей. По мнению Бихи, такими системами являются бактериальный жгутик кишечной палочки, каскад свёртывания крови, ресницы, система приобретённого иммунитета.

### Определённая сложность

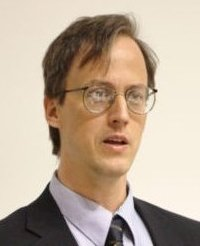
Уильям Дембский

В рамках концепции разумного замысла понятие «определённой сложности» (англ. specified complexity) было разработано математиком, философом и богословом Уильямом Дембски (англ. William Dembski). По мнению Дембски, когда некоторый объект имеет определённый уровень сложности, то можно показать, что он был создан разумным творцом, а не возник в ходе естественных процессов. Для пояснения он приводит следующий пример: буква алфавита определена (имеет смысл), но не сложна; предложение из случайного набора букв сложно, но не определено (не имеет смысла); сонет Шекспира и сложен, и определён. Этот же принцип может быть применён, по его мнению, и к биологическим объектам, особенно к последовательностям ДНК. Дембски считает, что к обладающим «определённой сложностью» относятся те системы, вероятность возникновения которых естественным путём ниже 1:10150.

### Тонкая настройка Вселенной
Сторонники концепции разумного замысла считают, что только существующие значения фундаментальных физических констант обусловливают существование жизни. Если бы они хоть немного отличались, то жизнь была бы невозможна. По их мнению, необходим «разумный инженер-конструктор», который обеспечил «настройку» этих констант.

## Критика
У подавляющего большинства научных организаций концепция разумного замысла не находит признания как научная теория и рассматривается как псевдонаука. Как отмечают эксперты Американской Академии наук, гипотеза разумного замысла и другие утверждения о сверхъестественном вкладе в происхождение жизни не могут быть проверены научными экспериментами, не в состоянии составить какие-либо прогнозы и не предлагают новых гипотез.
Также сильную научную критику вызывают отдельные положения сторонников концепции «разумного замысла».

### Критика концепции «неупрощаемой сложности»

Жгутик грамотрицательной бактерии

Концепция неупрощаемой сложности предполагает, что все необходимые части системы (в её нынешней форме) были необходимы всегда и поэтому не могли быть добавлены последовательно, однако это не так. В ходе эволюции то, что сначала было просто выгодно, позже, с изменением других частей системы, может стать необходимым. Кроме того, в ходе эволюции различные части системы могут видоизменяться, приобретать иные функции или полностью утратив функции удаляться из системы. В качестве примера приводятся строительные леса, поддерживающие «неупрощаемо-сложное здание», пока оно не сможет стоять самостоятельно. В частности, главный пример неупрощаемо сложной системы — бактериальный жгутик — не является таковым, что было доказано в ходе изучения его эволюции, и имеет общего предшественника с секреторной системой III типа, состоящей из 10 белков, гомологичных имеющимся в бактериальном жгутике. Сам Бихи признал, что его аргумент против дарвинизма не является целостным логическим доказательством. В судебном процессе «Кицмиллер против школьного округа Довер» было установлено, что концепция неупрощаемой сложности опровергнута научным сообществом.

### Критика концепции «определённой сложности»
Концепция «определённой сложности» Уильяма Дембски вызвала очень широкую критику научного, в частности математического, сообщества. Она является argumentum ad ignorantiam и не может рассматриваться как научная теория. Ричард Докинз полагает, что концепция «разумного дизайнера», создавшего сложные системы, лишь откладывает решение проблемы возникновения сложных систем. Поскольку «разумный дизайнер», как говорит Докинз, должен сам быть сложным, его возникновение с позиции «разумного замысла» крайне маловероятно.

### Критика аргумента «тонкой настройки Вселенной»
Физик и астроном Виктор Стенджер, а также другие учёные отмечают, что принцип тонкой настройки Вселенной в понимании сторонников «разумного замысла» является, по сути дела, тавтологией. С другой стороны, этот аргумент сторонников «разумного замысла» является также своего рода argumentum ad ignorantiam и базируется на нежелании представить другие вселенные с другими формами жизни.

## Восприятие концепции в обществе

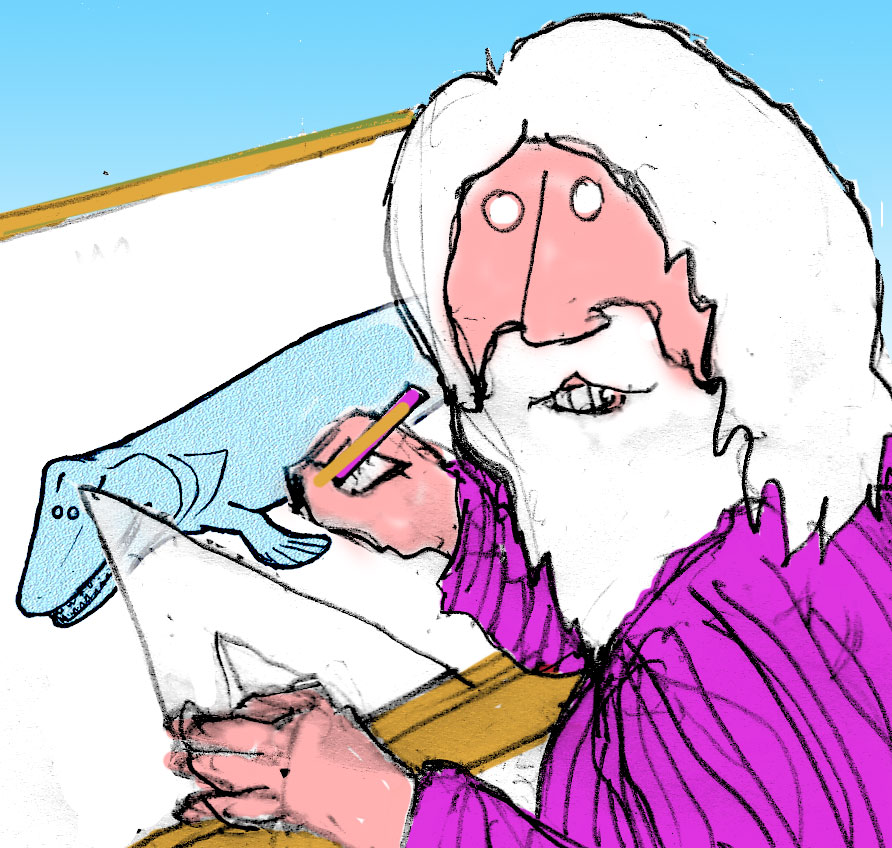
В представлении художника

### США
Многие школы, в особенности в Библейском поясе США, по требованию родителей приняли концепцию «разумного замысла» в учебную программу. В 2005 году в судебном процессе «Кицмиллер против школьного округа Довер» было вынесено решение, что директива по преподаванию «разумного замысла» в рамках естествоведческих предметов как альтернативы к теории эволюции противоречит Первой поправке к Конституции США. Основой этого решения было заключение, что «разумный замысел» не научная теория и имеет религиозную природу.

### Европа
В 2007 году комитет по культуре, науке и образованию Парламентской Ассамблеи Совета Европы выпустил резолюцию «Опасность креационизма в образовании». В частности, в ней заявлено:

Идея «разумного замысла», которая представляет собой самую последнюю и наиболее изощрённую версию креационизма, не отрицает полностью эволюцию. Доктрина «разумного замысла», если представить её более тонко, пытается обрисовать свой подход как научный, в чём, собственно, и заключается опасность… 

Совет Европы обращает внимание на важность обучения культуре и религии. Во имя свободы слова и личных верований креационистские идеи, как и любые другие теологические постулаты, могли бы быть представлены как дополнение к культурному и религиозному образованию, однако они не могут претендовать на признание их научными.
— Резолюция ПАСЕ №1580. Опасность креационизма в образовании.

### Австралия
Бывший федеральный министр просвещения Брендан Нельсон поднимал вопрос о возможности преподавании «разумного замысла» в рамках естественно-научных дисциплин, однако после протеста общественности он признал свою неправоту.

### Мусульманские страны
В мусульманских странах у креационизма есть сильная государственная поддержка. Антиэволюционные представления преобладают среди богословов и учёных. Мусульманские креационисты находятся в партнерских отношениях с Институтом креационных исследований, многие идеи которого, в том числе теорию «разумного замысла», они использовали для своих целей. Особой популярностью концепция «разумного замысла» пользуется в Турции, на турецкий язык переводятся книги по «разумному замыслу». В 2007 году конференция, посвящённая этой концепции, нашла поддержку местных органов власти.